# 한원미술관
한원미술관（翰園美術館）은 사립미술관을 설립운영함으써 한국 구상미술의 발전과 일반 공중의 문화교육에 이바지할 목적으로 1993년 11월 27일 설립된 문화체육관광부 소관의 재단법인이다. 사무실은 서울특별시 서초구 서초동 1449-12에 있다.

## 주요 사업
- 미술자료의 수집보존관리 및 전시사업
- 미술문헌의 편집과 발간사업
- 미술관자료에 관한 전문적, 학술적인 조사 연구
- 회보 및 교양지 간행 사업

## 같이 보기
- 대한민국의 박물관과 미술관 목록